# Euscelidia stigmaticalis
Euscelidia stigmaticalis är en tvåvingeart som först beskrevs av Friedrich Hermann Loew 1852.  Euscelidia stigmaticalis ingår i släktet Euscelidia och familjen rovflugor. Inga underarter finns listade i Catalogue of Life.